# Punta Prieta, Ensenada
Punta Prieta är en ort i Mexiko.   Den ligger i kommunen Ensenada och delstaten Baja California, i den västra delen av landet, 1 900 km nordväst om huvudstaden Mexico City. Punta Prieta ligger 199 meter över havet och antalet invånare är 112.
Terrängen runt Punta Prieta är kuperad västerut, men österut är den platt. Runt Punta Prieta är det glesbefolkat, med 8 invånare per kvadratkilometer. Omgivningarna runt Punta Prieta är i huvudsak ett öppet busklandskap.